# Stazione di Cavarzere
La stazione di Cavarzere è una stazione ferroviaria di superficie situata nella zona artigianale di Cavarzere, a nord del centro e del canale Gorzone, sulla Ferrovia Adria-Mestre.

## Movimento
Dal 1 settembre 2024, la stazione è servita dai treni regionali svolti da Trenitalia nell'ambito del contratto di servizio stipulato con la Regione del Veneto. In precedenza, fino al 31 agosto 2024, il servizio ferroviario era gestito da Sistemi Territoriali.